# Боббі Старр
Бо́ббі Старр (англ. Bobbi Starr; нар. 6 квітня 1983 року, Санта-Клара, Каліфорнія, США) — американська порноакторка, еротична модель, кінорежисерка порнофільмів та гобоїстка.

## Життєпис
Наполовину італійка, на половину угорка. Здобула музичну освіту по класу гобой і фортепіано в державному університеті Сан-Хосе .

## Порноіндустрія
У порноіндустрію потрапила через знайомого, який познайомив її з деякими порнодіячами з Сан-Франциско. У 23 роки почала зніматися для однієї з інтернет студій (kink.com). Перші її фільми були в стилі бондаж і примус. Наступні були акцентовані на жорсткому анальному і оральному сексі. У кількох фільмах для студій «Red Light District Video» і «Combat Zone» з'являється як модель на коробках з дисками.
Старр вважає себе «професійною секс-феміністкою». Хоча більшість феміністок розцінюють порнографію як діяльність, що принижує жіночу гідність, вона наполягає: «Я не вважаю себе приниженою бо це мій свідомий вибір. Якщо раптом я відчую себе незручно або принижено я завжди можу перервати зйомку. Сильно сумніваюся, що ситуацію яку я особисто повністю контролюю можна назвати такою, що принижує гідність жінок» .
Старр є фіналісткою шоу America's Next Hot Porn Star, порно-аналога шоу Топмодель по-американськи . Веде блог на сайті Popporn.com і колонку в журналі «Fox Magazine» з назвою «Пригоди в порнокраїні» (англ. «Adventures in Porny Land») .
У майбутньому планує отримати медичну освіту за фахом гінекологія і продовжити роботу в індустрії розваг, але вже як гінекологиня.
У 2011 році була названа однією з 12 найпопулярніших порнозірок, на думку CNBC . Також стала режисеркою в студії «Evil Angel». Її перший фільм — «Bobbi's World» .

## Нагороди
- 2008 CAVR Starlet of Year[11]
- 2009 CAVR Star of Year
- 2009 CAVR Award — Siren of Year
- 2009 XRCO Award — Superslut[12]
- 2010 AVN Award — Most Outrageous Sex Scene — Belladonna: No Warning 4[13]
- 2010 AVN Award — Best Double Penetration Sex Scene — Bobbi Starr & Dana DeArmond's Insatiable Voyage[13]
- 2010 XRCO Award — Superslut[14]
- 2010 XRCO Award — Orgasmic Oralist[14]
- 2012 AVN Award — Female Performer of the Year[15]